# Уиз Халифа
Кэ́мерон Джи́брил То́маз (англ. Cameron Jibril Thomaz; род. 8 сентября 1987, Майнот, Северная Дакота, США), более известный под псевдонимом Уиз Хали́фа (англ. Wiz Khalifa) — американский рэпер. В 2006 году выпустил дебютный альбом Show and Prove, в 2007 — подписал контракт с Warner Bros. Records. В том же году запускает сингл «Say Yeah», который попал в ротацию различных радиостанций, а также в чарты Rhythmic Airplay Chart и Hot Rap Songs. В 2009 году он уходит из Warner Bros., а в ноябре того же года выпускает второй альбом Deal or No Deal. В 2010 году он подписывает контракт с Atlantic Records, а в сентябре выпускает сингл «Black and Yellow», который попал на первую строчку Billboard Hot 100. 29 марта 2011 года вышел его третий альбом Rolling Papers. 26 апреля 2014 выпускает микстейп 28 grams. 19 августа 2014 года в свет вышел альбом Blacc Hollywood.
17 марта 2015 года, специально для фильма «Форсаж 7» и в память о Поле Уокере, Уиз Халифа выпускает сингл «See You Again» при участии певца Чарли Пута. 6 апреля на песню «See You Again» выходит видеоклип. Клип также содержит нарезки с Полом Уокером из всех частей «Форсажа» и в конце появляется надпись «For Paul» (рус. «Для Пола»). Песня попала на первую строчку Billboard Hot 100, в том числе, песня заняла высокие места во многих других чартах. «See You Again» является вторым высоким чарт-топпером для Wiz’а после «Black and Yellow».

## Биография
Кэмерон Джибриль Томаз родился 8 сентября 1987 года в Майноте, Северная Дакота, США в семье военнослужащих. Его родители развелись, когда ему было около трёх лет. До того, как Халифа переехал в Питтсбург, он жил в Германии, Англии и Японии.
Рэп-музыкой он увлёкся под влиянием таких исполнителей, как Camp Lo, Bone Thugs-N-Harmony и The Notorious B.I.G.. В пятнадцать лет он взял себе сценическое имя Уиз Халифа от англ. wisdom (мудрость) араб. خليفة‎ (халифа — букв. преемник).
В 2005 году он выпускает свой первый микстейп Prince of the City: Welcome to Pistolvania. За ним последовал первый альбом Show and Prove, выпущенный в 2006 году.
В 2007 году он подписывает контракт с Warner Bros. Records и выпускает два микстейпа: Grow Season и Prince of the City 2. В том же году он выпускает сингл «Say Yeah», который занимает 25 строчку в Billboard Rhythmic Top 40 и 20 строчку в Billboard’s Hot Rap Tracks.
В сентябре 2008 года Халифа выпускает микстейп Star Power, а в апреле 2009 — микстейп Flight School.
9 августа 2009 года, совместно с рэпером Curren$y, он выпускает микстейп How Fly. 2 ноября 2009 года он выпускает микстейп Burn After Rolling.
24 ноября 2009 года Халифа выпускает второй студийный альбом Deal or No Deal.
14 апреля 2010 года он размещает микстейп Kush and Orange Juice для свободного скачивания. В результате этого, тег #kushandorangejuice оказывается на первой строчке рейтинга трендов в Twitter, а фраза «Kush and Orange Juice download» оказывается на первой строчке списка самых популярных поисковых запросов Google.
В сентябре 2010 года он выпускает сингл «Black and Yellow», который достиг первой строчки Billboard Hot 100. Название песни является отсылкой к цветам команды Питтсбурга — чёрному и жёлтому.
В 2012 году Wiz вместе со Snoop Dogg’ом в главных ролях снялись в комедии «Мак и Девин идут в Среднюю Школу», также являясь композиторами фильма.
В 2015 году совместный клип Уиз Халифа и Чарли Пута на песню «See You Again» стал самым просматриваемым видео на YouTube.
В начале 2021 года Уиз принял участие в 5 сезоне телепроекта "Певец в Маске" в маске Хамелеона. Прошёл в финал и занял 3 место. 
Уиз Халифа является одним из 26 хип-хоп-исполнителей, чьи музыкальные видео на YouTube превысили более 1 миллиарда просмотров: этим достижением для Халифы является видеоклип на песню «See You Again», посвящённый памяти Пола Уокера.

## Личная жизнь
В начале марта 2013 года Уиз Халифа и американская актриса Эмбер Роуз (21.10.1983) объявили о помолвке и 8 июля того же года состоялась их свадьба. У супругов родился сын — Себастьян Тейлор Томас (21.02.2013). 22 сентября 2014 года Уиз и Эмбер подали на развод из-за постоянных измен друг другу. С начала 2017 года и до начала 2018 года находился в отношениях с бразильской моделью и визажистом Изабелой Гуэдэс.

## Дискография
- Show and Prove (2006)
- Deal or No Deal (2009)
- Rolling Papers (2011)
- Mac & Devin Go to High School (совместно с Snoop Dogg) (2011)
- O.N.I.F.C. (2012)
- Blacc Hollywood (2014)
- Rolling Papers 2 (2018)
- «2009» (Feat.Curren$y)(2019)
- «Fly Times»  TGOD Vol.1(2019)